# Sass'sche Schrijfwijze
De Sass'sche Schrijfwijze (Nedersaksisch: Sass'sche Schrievwies) is een schrijfwijze voor het Nedersaksisch in Duitsland (Platduits). De schrijfwijze is ontwikkeld door de taalkundige Johannes Sass (1889-1971) uit Hamburg.
Sass kwam voor het eerst met de schrijfwijze in 1935. In 1956 heeft de 9. Dagfohrt vun de nedderdüütschen Schrievers, Verlegers un Wetenschoplers besloten om de schrijfwijze te steunen. De Sass'sche Schrijfwijze gaat uit van de Hoogduitse schrijftekens en is daardoor lastig te lezen voor Nedersaksisch sprekenden uit Nederland. 
Op de Duitse Nedersaksische Wikipedia is er de regel om alle artikels naar de Sass'sche Schrijfwijze te schrijven.

## Uitgaves
- Heinrich Kahl en Heinrich Thies (2002), Der neue SASS. Plattdeutsches Wörterbuch, Niemünster: Wachholtz Verlag
- Plattdeutsches Wörterverzeichnis mit den Regeln für die plattdeutsche Rechtschreibung: gemäß Erlaß der Reichsschrifttumskammer vom 2. Juli 1935, der Reichspressekammer vom 14. August 1935 und des Reichsministers für Wissenschaft, Erziehung und Volksbildung vom 20. September 1935, Hambörg: Meissner, 1935
- Kleines Plattdeutsches Wörterbuch, Niemünster: Wachholtz-Verlag, 1956